# Prittwitz

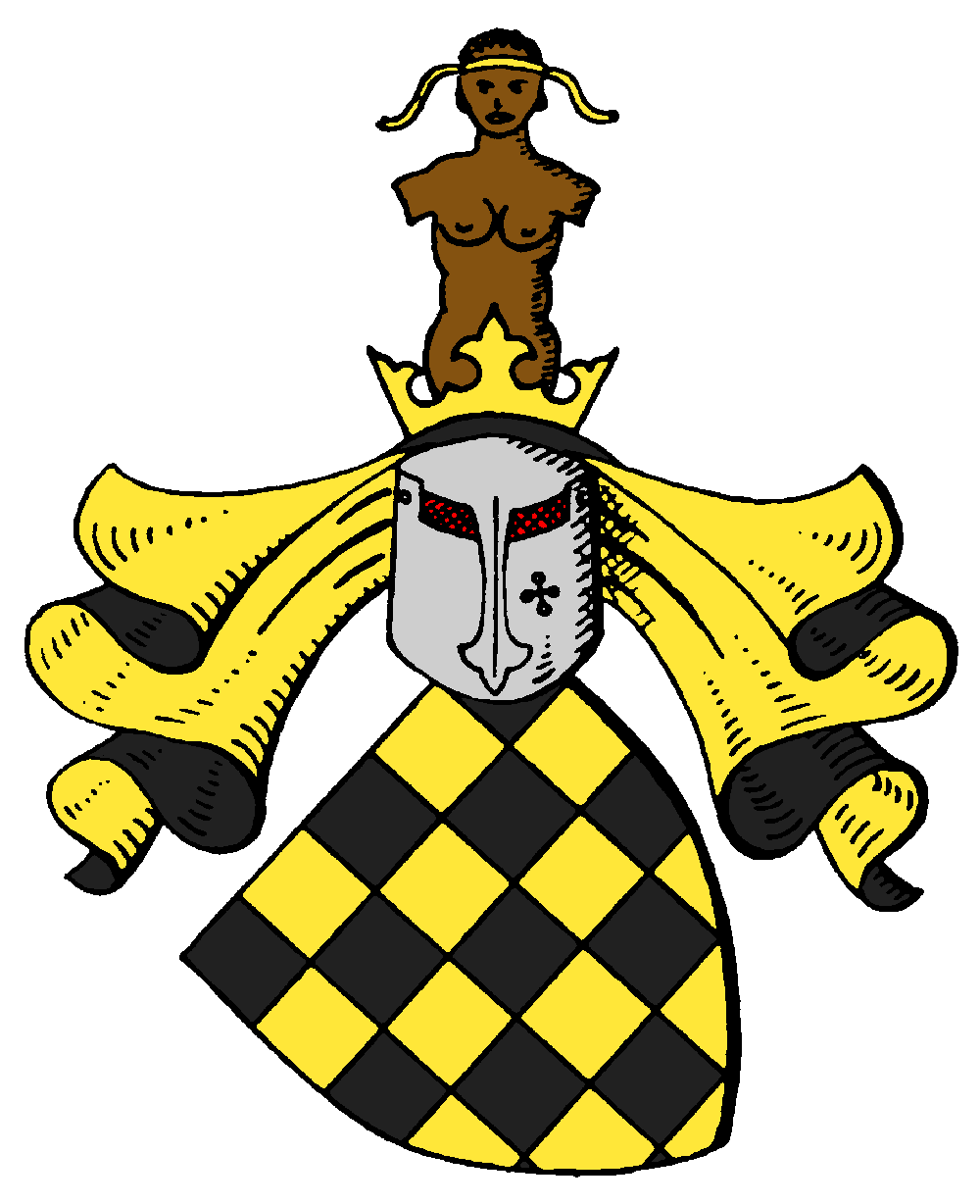
Stammwappen derer von Prittwitz

Die Prittwitz-Wappensage

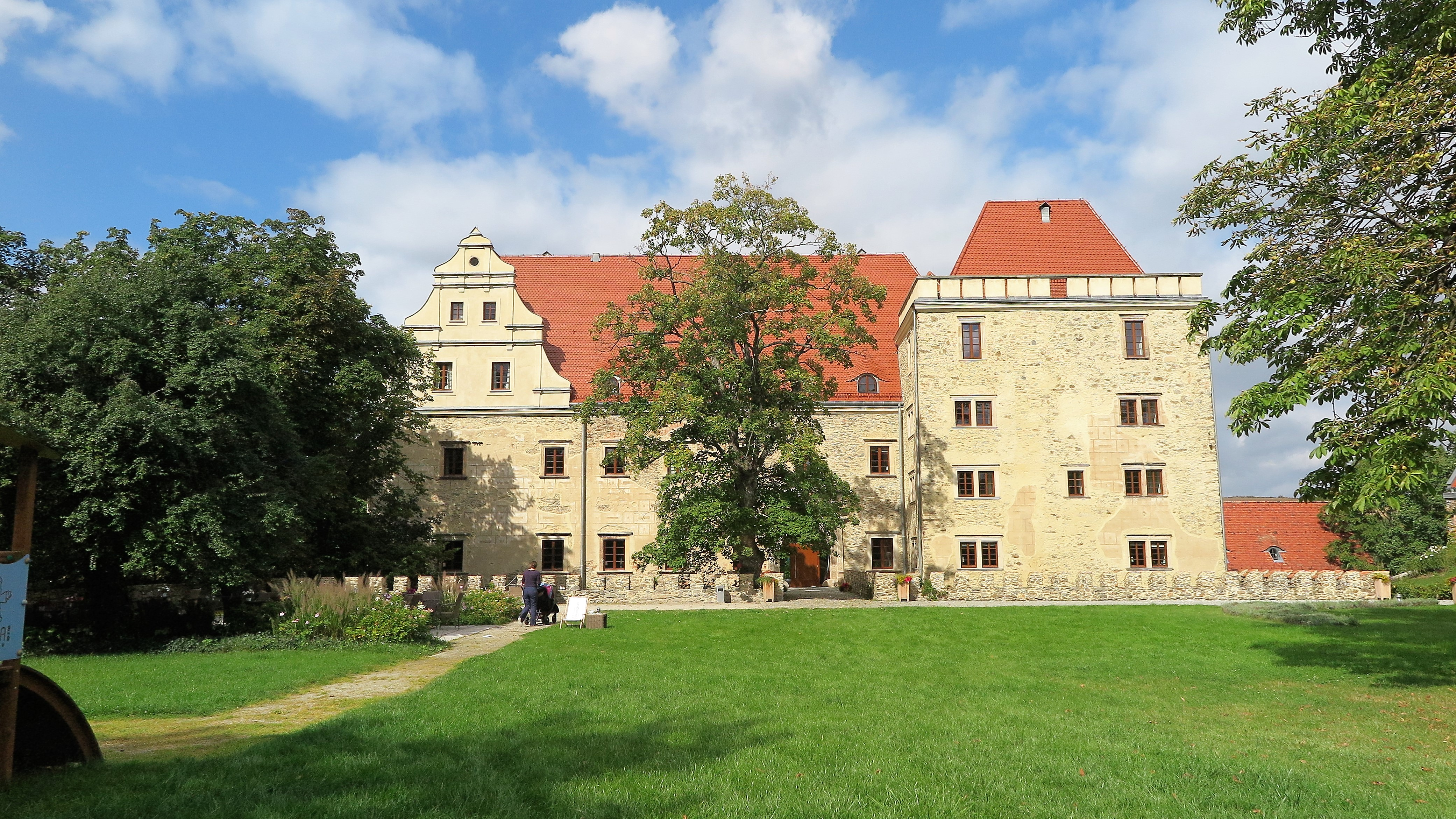
Schloss Guhlau

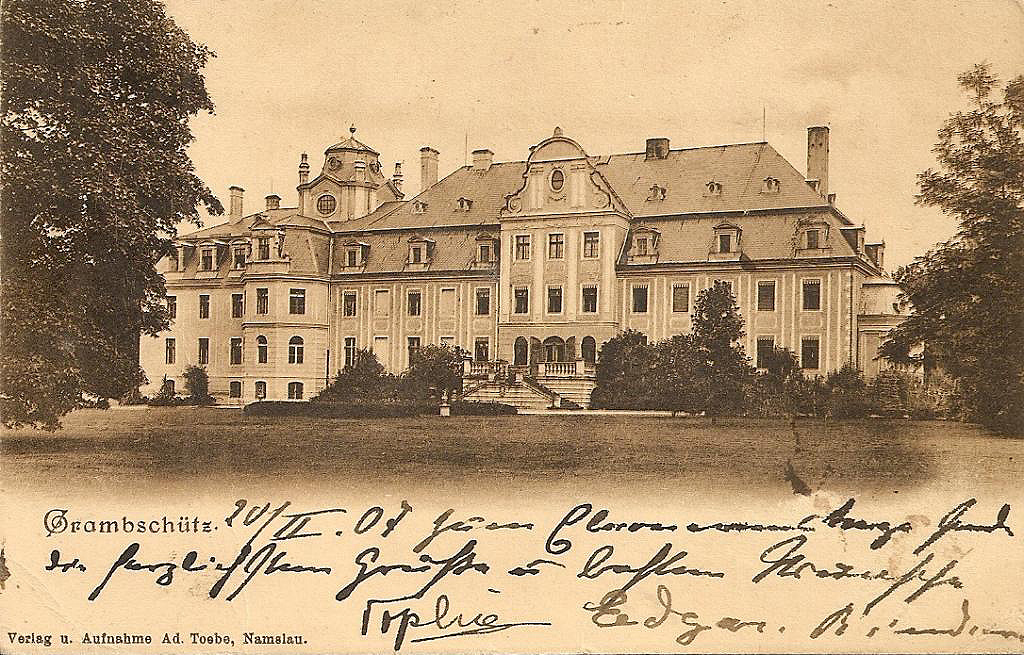
Schloss Grambschütz

Prittwitz, auch Prittwitz und Gaffron, ist der Name eines alten, sehr weit verzweigten schlesischen Adelsgeschlechts.

## Geschichte
Das Geschlecht erscheint mit Petrus de Prawticz im Jahr 1283 zuerst urkundlich, der das polnische Stammwappen Wczele führt. Der Wappensage nach soll das Geschlecht von dem slawischen Krieger Holub abstammen, der wegen seiner Geschicklichkeit im Schachspiel den Namen Brettwitz und demzufolge ein geschachtes Wappen erhielt. 1316 erscheint ein Hoyer von Prittwitz am Hof des Herzogs Boleslaus III. von Liegnitz. Erst im 15. Jahrhundert kamen die Prittwitz in den Besitz des Stammsitzes Gaffron bei Polnisch-Wartenberg.
Das Geschlecht breitete sich in zahlreichen Linien in Schlesien, aber auch in Polen und Russland aus. Bernhard von Prittwitz († 1561) trat in die Dienste des polnischen Königs Sigismund II. Aus der Linie Hönigern erhielt am 24. Januar 1732 Leonhard Adolph von Prittwitz den erblichen böhmischen Freiherrenstand und das Prädikat „Edler von Gaffron“. Mehrere Angehörige dienten in der preußischen Armee. Als eines der bekanntesten brachte es Joachim Bernhard von Prittwitz zum königlich-preußischen General der Kavallerie und Generalinspekteur der Märkischen und Magdeburger Kavallerie der in Gunsten des preußischen Königs Friedrich II. stand.
Nachdem das möglicherweise im ersten Jahrzehnt des 19. Jahrhunderts alte schlesische Adelsgeschlecht Kreckwitz erlosch, nahm der königlich-preußische Landrat des Reichenbacher Kreises Julius von Prittwitz und Gaffron eine Namens- und Wappenvereinigung zu „Prittwitz und Gaffron genannt von Kreckwitz“ vor. Die einheitliche Namensführung mit „von Prittwitz und Gaffron“ erfolgte erst gemäß Erlass des preußischen Heroldsamtes vom 29. November 1882. Nur wenige Jahre später bildete sich ein Familienrat, 1891, mit dem Beschluss alle zwei Jahre einen Familientag einzuberufen.

## Besitzungen (Auswahl)
- Baumgarten
- Dammer
- Gaffron
- Gambschütz
- Giesdorf
- Gimmel
- Gramschütz
- Groß Graben
- Guhlau
- Güntherwitz
- Hammer
- Hönigern
- Karisch
- Kasimir
- Kawallen
- Kniewitz
- Konstadt
- Kraschen
- Kreisewitz
- Korkwitz
- Kummernik
- Langendorf
- Laskowitz
- Lotzendorf
- Mangschütz
- Milatschwitz
- Moisdorf
- Nassadel
- Netsche
- Neuhof
- Oberbeilau
- Ober Stradam
- Ossen
- Polnisch Ellguth
- Pontwitz
- Puschkau
- Reppin
- Rudelstadt
- Schmograu
- Schmoltschütz
- Schollendorf
- Schützendorf
- Schweinern
- Semmelwitz
- Sitzmannsdorf
- Skoroschau
- Strohn
- Quilitz
- Skoroschau
- Wonsdorf

## Wappen
Das Stammwappen ist von Schwarz und Gold geschacht. Auf dem Helm mit schwarz-goldenen Helmdecken eine wachsende Mohrin mit gestümmelten Armen und einer abflatternden goldenen Stirnbinde.

## Bekannte Familienmitglieder
- Alexander von Prittwitz und Gaffron (1838–1915), russischer Generalmajor
- Arthur von Prittwitz und Gaffron (1844–1906), deutscher Rittergutsbesitzer und Politiker, Abgeordneter im Preußischen Abgeordnetenhaus[4]
- Bernhard von Prittwitz (um 1500–1561), Offizier im Dienst der polnischen Krone
- Bernhard von Prittwitz und Gaffron (1845–1923), Landesältester von Oberschlesien
- Bernhard Karl Heinrich von Prittwitz (1796–1881), preußischer Generalmajor und Festungskommandant von Thorn
- Carl Baron von Prittwitz (1797–1881), russischer General der Kavallerie und Generaladjutant des Zaren Nikolaus I.
- Carl Bernhard Freyherr von Prittwitz und Gaffron[5] aus dem Hause Lorzendorf (1735–1786), preußischer Oberstleutnant, Kammerherr bei der Königin Elisabeth Christine von Braunschweig-Wolfenbüttel-Bevern, Hofmarschall des Königs Friedrich Wilhelm II. von Preußen (1786) und Erbherr der Güter Krippitz und Ulsche[6] in Schlesien
- Carl Julius Wilhelm von Prittwitz und Gaffron (1758–1835), preußischer Landrat im Kreis Strehlen
- Christian Wilhelm von Prittwitz und Gaffron (1739–1807), preußischer Offizier im Regiment „Alt-Bevern“, Autor[7] und Landrat[8] des Kreises Frankenstein
- Carl Wenzel von Prittwitz und Gaffron (1734–1806), preußischer Kammerdirektor und Landrat
- Curt von Prittwitz und Gaffron (1849–1922), deutscher Admiral à la suite, Mitglied des Preußischen Herrenhauses
- Erich von Prittwitz und Gaffron (1888–1969), deutscher Philologe, Kulturfunktionär und Bäder- und Kurverwaltungsbeamter
- Ernst von Prittwitz und Gaffron (1833–1904), preußischer Generalleutnant und Ehrenbürger von Wyk auf Föhr
- Ernst Sylvius von Prittwitz (1730–1800), preußischer Generalleutnant und Generaladjutant von Friedrich Wilhelm II.
- Ernst Carl Ludwig von Prittwitz und Gaffron (1743–1831), preußischer Landrat des Landkreises Brieg
- Friedrich von Prittwitz und Gaffron (1884–1955), deutscher Botschafter in den USA, Mitglied des Bayerischen Landtags und Mitbegründer der CSU
- Friedrich Bernhard von Prittwitz (1720–1793), Landesältester des Landkreises Oppeln und Gutsbesitzer in Niederschlesien
- Friedrich Karl von Prittwitz (1798–1849), russischer Generalmajor und Direktor der Militär- und Zivil-Ingenieure
- Friedrich Wilhelm Bernhard von Prittwitz (1764–1843), Finanzier in Quilitz (Neuhardenberg) und vertrat die Preußische Adelsopposition
- Georg von Prittwitz und Gaffron (1861–1936), deutscher Kolonialoffizier und Afrikaforscher
- Gustav Christian von Prittwitz und Gaffron (1691–1767), preußischer Landrat im Landkreis Grünberg in Schlesien
- Hans Moritz von Prittwitz, Justizrat,[9] 1784 Erbauer von Schloss Grambschütz
- Hans von Prittwitz (1833–1880), russischer Generalmajor
- Hans von Prittwitz und Gaffron (1840–1916), preußischer Generalleutnant
- Heinrich von Prittwitz und Gaffron (1889–1941), deutscher Generalleutnant
- Joachim Bernhard von Prittwitz (1727–1793), preußischer General der Kavallerie, baute Schloss Neuhardenberg aus; Ritter des Ordens vom Schwarzen Adler
- Joachim Bernhard Hermann von Prittwitz und Gaffron (1929–2013), Bürgermeister von Windhoek (Namibia) 1969–1971
- Karl von Prittwitz (1790–1871), preußischer General der Infanterie, Ehrenbürger von Potsdam (1843)
- Karl von Prittwitz und Gaffron (1833–1890), preußischer Generalmajor
- Kaspar Leonhard Moritz von Prittwitz (1687–1746), Landeshauptmann des Herzogtums Oels und Konsistorialpräsident, huldigte 1741 dem Preußenkönig als Anführer des schlesischen Adels
- Leo von Prittwitz und Gaffron (1878–1957), russischer Generalmajor
- Leonhard von Prittwitz (1799–1875), deutscher Gutsbesitzer, Richter und Politiker
- Leonhard Moritz von Prittwitz und Gaffron (1686–1758), preußischer Landrat
- Max von Prittwitz und Gaffron (1876–1956), deutscher Generalmajor
- Maximilian von Prittwitz und Gaffron (1848–1917), preußischer Generaloberst, Befehlshaber der 8. Armee an der Ostfront (1914)
- Moritz von Prittwitz (General, 1747) (1747–1822), deutscher Generalleutnant
- Moritz von Prittwitz (General, 1795) (1795–1885), deutscher General der Infanterie und Festungsbaumeister
- Moritz von Prittwitz und Gaffron (1819–1888), deutscher Richter, Verwaltungsjurist und Landrat
- Nicolaus von Prittwitz (1835–1897), russischer Generalleutnant
- Paul von Prittwitz (1791–1856), russischer Generalleutnant und Senator
- Robert von Prittwitz und Gaffron (1806–1889), preußischer Regierungspräsident
- Samuel Moritz von Prittwitz und Gaffron (1753–1811), preußischer Landrat
- Teresa von Prittwitz (* 2001), deutsche Handballspielerin
- Volker von Prittwitz (* 1950), deutscher Politikwissenschaftler
- Walter von Prittwitz und Gaffron (1840–1901), preußischer Generalleutnant
- Wolfgang Moritz von Prittwitz (1731–1812), preußischer Generalleutnant
- Elisabeth Grabar (Elizaveta Ivanovna Grabarova), geb. von Prittwitz, Mutter von André Grabar (1896–1990) und Großmutter von Oleg Grabar (1929–2011)